# Coupeville (Washington)
Coupeville is een plaats (town) in de Amerikaanse staat Washington, en valt bestuurlijk gezien onder Island County.

## Demografie
Bij de volkstelling in 2000 werd het aantal inwoners vastgesteld op 1723.
In 2006 is het aantal inwoners door het United States Census Bureau geschat op 1840, een stijging van 117 (6,8%).

## Geografie
Volgens het United States Census Bureau beslaat de plaats een oppervlakte van
3,3 km², geheel bestaande uit land. Coupeville ligt op ongeveer 31 m boven zeeniveau.

## Plaatsen in de nabije omgeving
De onderstaande figuur toont nabijgelegen plaatsen in een straal van 20 km rond Coupeville.